# Малешевска носия
Малешевската носия е традиционна за района на Малешево. Женската носия се отличава с характерни везани украси на кошулата, върху която се облича равно скроена антерия с дълги ръкави, тънка тъкана скутина - фута и плетени чорапи с орнаменти. В началото на XX век везаните украси на кошулята са изоставени, а вместо антерия се носи фустан с различно скроени елементи и начини на украсяване.